# Thuyết lượng tử cũ
Thuyết lượng tử cũ là tập hợp của các kết quả nghiên cứu về Cơ học lượng tử trong giai đoạn 1900 - 1925 trước khi Cơ học lượng tử hiện đại ra đời. Lí thuyết này chưa bao giờ hoàn hảo hay nhất quán, nhưng là sự sửa chữa bằng phương pháp kinh nghiệm cho Cơ học cổ điển. Thuyết lượng tử cũ hiện nay được hiểu như phương pháp xấp xỉ bán cổ điển cho cơ học lượng tử hiện đại
Công cụ chính của thuyết lượng tử cũ là điều kiện lượng tử hoá Bohr - Sommerfield, một thủ tục để lọc ra trạng thái chắc chắn của một cơ hệ thành các trạng thái cho phép: Cơ hệ chỉ có thể tồn tại trong một trong các trạng thái cho phép mà không thể ở trạng thái nào khác.